# Tílisos
Tílisos är en ort i Grekland.   Den ligger i prefekturen Nomós Irakleíou och regionen Kreta, i den sydöstra delen av landet, 300 km söder om huvudstaden Aten. Tílisos ligger 209 meter över havet och antalet invånare är 1 026.
Terrängen runt Tílisos är varierad.Runt Tílisos är det tätbefolkat, med 881 invånare per kvadratkilometer. Närmaste större samhälle är Heraklion, 12,1 km öster om Tílisos. Trakten runt Tílisos består till största delen av jordbruksmark.
Arkeologiska utgrävningar i Tílisos har frilagt tre välbevarade minoiska lantställen från cirka 1800-talet f.Kr..